# Witwensplitting
Das Witwensplitting gemäß § 32a Abs. 6 Nr. 1 EStG ist in Deutschland ein besonderer Einkommensteuertarif im Rahmen der Einzelveranlagung. Verwitwete Steuerpflichtige werden im Jahr, das auf das Todesjahr folgt, nach der Splittingtabelle veranlagt. Das Witwensplitting setzt voraus, dass im Todesjahr eine Zusammenveranlagung der Ehegatten möglich war. Lebten die Ehegatten beispielsweise während des Todesjahres getrennt, entfällt auch das Witwensplitting im Folgejahr. Das Witwensplitting wird häufig mit dem Gnadensplitting gemäß § 32a Abs. 6 Nr. 2 EStG verwechselt.